# 王必成 (企业家)
王必成（1938年—2014年11月7日），臺灣企業家，出生於重慶，為《聯合報》創辦人王惕吾長子，曾任《聯合報》董事長。

## 生平
王必成在重慶出生，其父王惕吾，王必成為家中長子，其妹王效蘭，其弟王必立。因國共內戰，1947年，全家隨其父搬至台灣台北市。畢業於東海大學化工系，曾至中油高雄煉油廠實習，後留學美國，於田納西州立大學取得碩士後，進入俄亥俄州通用汽車公司達頓廠工作。1971年，因《聯合報》合伙人帳目不清，王必成奉其父之命回台，進入《聯合報》工作，任發行人助理。隨後歷任集團內多項工作。1978年，創辦《民生報》，任發行人。
在1980年代，因台美斷交，台灣外交局面日益困難，王必成以報社力量，經常邀約各國政要前來訪問台灣。1984年11月15日，以《世界日報》副董事長身份，與其弟王必立，至美國白宮辦公室，晉見美國總統雷根。
其父王惕吾在1993年退休，王必成接任聯合報集團董事長，集團進行第二代接班，由王必成主導。
2001年9月5日，邀請美國卸任總統柯林頓訪問台灣，參與聯合報報慶。同年，其弟王必立之子王文杉接任聯合報社長，開始集團第三代接班，王必成開始退居幕後，集團交由王文杉與其長女王安嘉經營。2011年，因健康因素轉任榮譽董事長。
2014年，王必成病逝台北。

## 家庭
長女王安嘉，次女王安頤。